# Li Fangwei

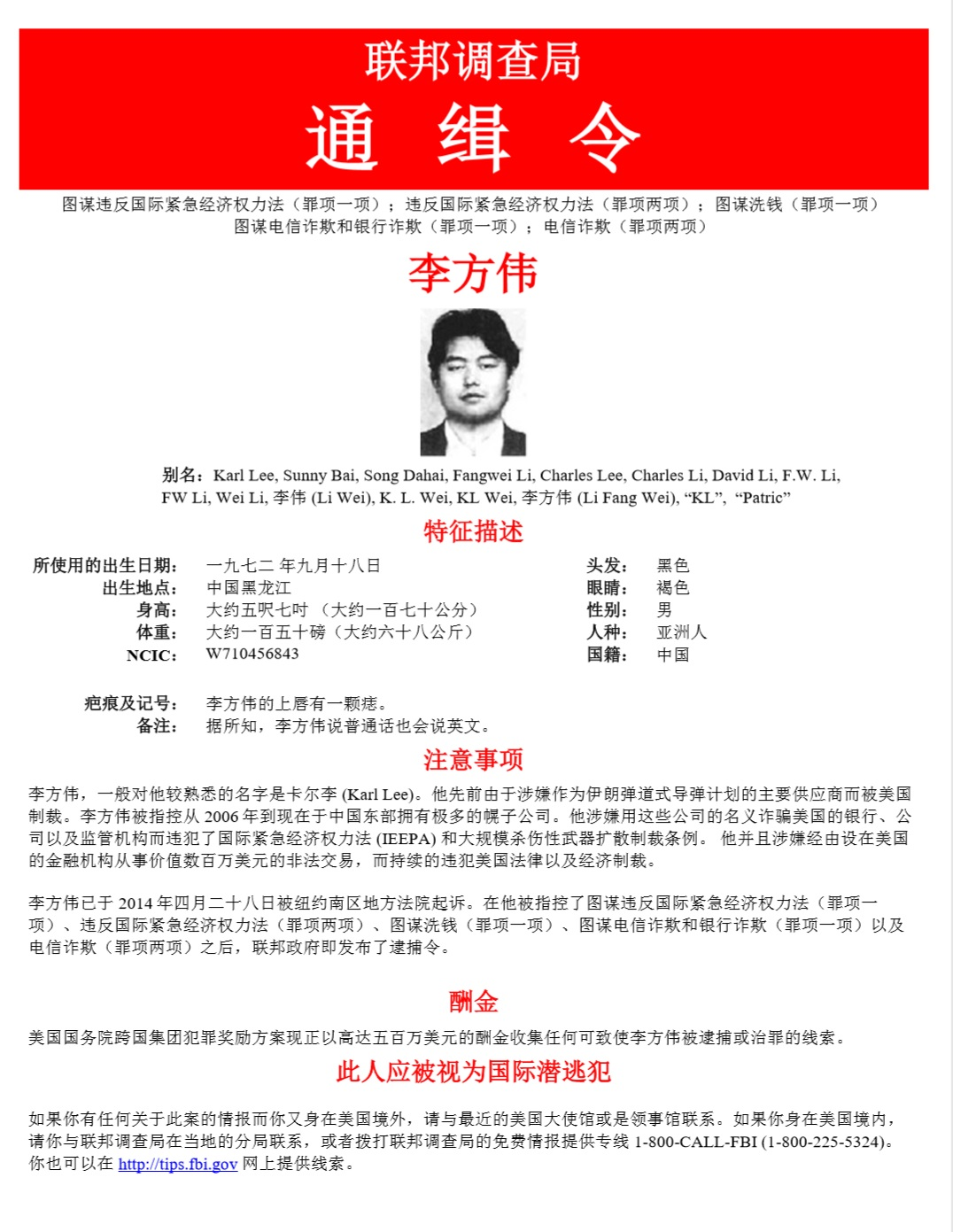
Haftbefehl des FBI gegen Li Fangwei in chinesischer Schrift und Sprache

Li Fangwei oder Karl Lee (chinesisch 李方偉 / 李方伟, Pinyin Lǐ Fāngwěi, IPA: [lìfɑ́ŋwèɪ]; * 18. September 1972 in der Provinz Heilongjiang, VR China) ist ein chinesischer Waffenhändler.

## Biografie
Über Lis früheres Leben sind wenig gesicherte Fakten bekannt. Sicher ist, dass er in Chinas Provinz Heilongjiang geboren wurde, zumindest einen Teil seiner Kindheit hat er wahrscheinlich in Cháhāyángxiāng (查哈阳乡), einer rund 16.000 Einwohner zählenden Gemeinde, welche wiederum dem Landkreis Gannan angehört, verbracht. Er soll außerdem später die Eliteschule Nummer 24 in Dalian besucht haben, welche zu den renommiertesten weiterführenden Schulen in China gehört. Als Erwachsener soll Li einige Zeit für den chinesischen Staat gearbeitet haben, wie lange und in welcher Position ist jedoch unbekannt. Über sein familiäres Umfeld ist nur bekannt, dass sein Großvater ein hochdekorierter Oberst der Volksbefreiungsarmee war, er hat zudem einen jüngeren Bruder.
Am 4. Juni 1998 gründete Li seine Firma bzw. ließ sie im Handelsregister eintragen, die er auf Englisch Limmt Economic and Trade Company, Ltd. nannte. Als gesetzlicher Vertreter fungierte damals sein Vater Li Guijian. Dies markierte den Beginn für Lis Karriere als Waffenhändler.
Li wird vom US State Department vorgeworfen, er liefere Waffen an den Iran. Insbesondere liefere er Komponenten für dessen ballistisches Raketenprogramm und umgehe Sanktionen gegen den Iran mit einem Firmengeflecht. Es ist deshalb ein Kopfgeld vom US-Außenministerium von fünf Millionen US-Dollar ausgelobt für Hinweise, die zu seiner Ergreifung führen. Als Wohnort wurde 2018 die Stadt Dalian angegeben, von wo er Graphit exportiert.
Am 8. Januar 2021 postete ein anonymer Nutzer eine Passage auf dem chinesischsprachigen Wikipedia-Artikel zu Li Fangwei, dass dieser im April 2019 von der Polizei wegen des Schmuggels verbotener Güter verhaftet worden sei. Er sei, so der Artikel weiter, Ende 2020 in einem Untersuchungsgefängnis in Dalian in Haft gewesen. Die Passage wurde jedoch eine halbe Stunde später vom selben Nutzer mit der Begründung, er habe keine gesicherten Quellen zu seiner Information, wieder entfernt.